# Ферзен, Хедвиг Элеонора фон
Хедвиг Элеонора фон Ферзен (швед. Hedvig "Hedda" Eleonora von Fersen; 1753—1792) — шведская дворянка, фрейлина королевы.

## Биография
Родилась 2 июля 1753 года. Была дочерью Фредерика Акселя фон Ферзена и его жены Хедвиг Катарины Делагарди.
Получила хорошее семейное образование, приобретя впоследствии репутацию культурного интеллектуала. Стала известна как одна из пяти женщин, которые были членами масонской ложи в Швеции в XVIII веке: наряду с Евой Софи фон Ферзен, Ульрикой Катариной Брахе, Кристиной Шарлоттой Стиернельд и Гедвигой Гольштейн-Готторпской.

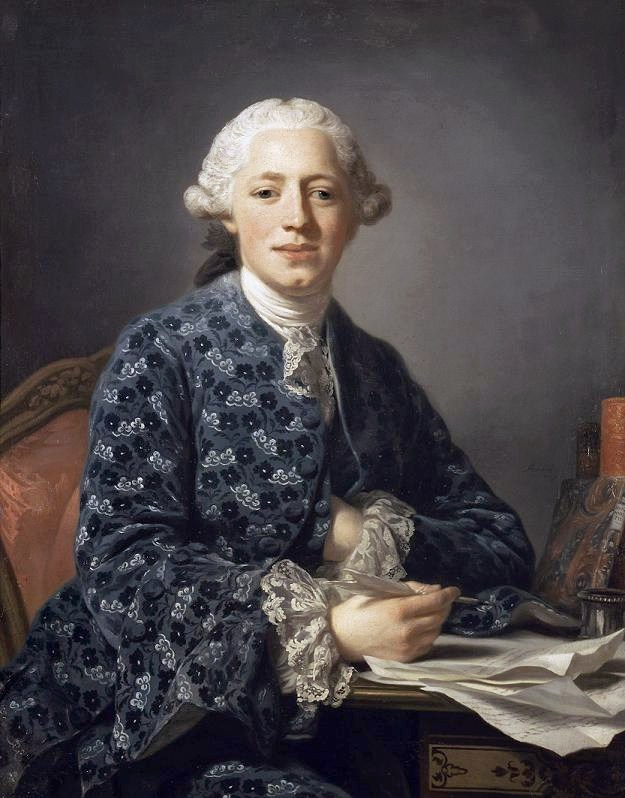
Портрет Туре Клинковстрёма работы Александра Рослина

В 1773 году Хедвиг фон Ферзен вышла замуж за маршала барона Туре Леонарда Клинковстрёма. В 1774 году она приняла должность фрейлины у королевы Софии Магдалены Датской, неохотно согласившись по желанию её супруга, который хотел, чтобы она приняла эту должность по финансовым причинам. Также Хедвиг Элеонора была подругой принцессы Гольштейн-Готторпской.
Хедвиг Элеонора фон Ферзен много лет была одним из личных друзей короля Густава III. В 1779 году она предприняла неудачную попытку убедить его помириться с вдовствующей матерью Луизой Прусской. В 1782 году она посоветовала ему принять меры против религиозной секты collinisterna (организована Андерсом Коллином), что вызвало некоторые волнения. Но в конце концов, она стала противником Густава III, когда он стал требовать на бурном собрании сословий поддержку для продолжения русско-шведской войны и вступил в открытый конфликт с дворянством, которое выступало против войны. И только на смертном одре в 1792 году монарх попросил, чтобы Хедвиг Элеонора фон Ферзен встретилась с ним для примирения, что она и сделала. Сама фон Ферзен умерла в этом же году 8 ноября в Пизе и была похоронена на Старом английском кладбище в Ливорно.
Дети, родившиеся в семье Хедвиг Элеоноры и Туре Леонарда:
- Аксель Леонард Клинковстрём[швед.] (1775—1837);
- Хедвиг Амалия Шарлотта Клинковстрём[швед.] (1777—1810);
- Otto Wilhelm Klinckowström (1778—1850);
- Carl Sebastian Klinkowström (1781—1813).